# Linda Cannetti
Linda Cannetti (Legnano, 8 novembre 1878 – Milano, 14 marzo 1960) è stata una cantante lirica italiana.

## Biografia
Studiò canto a Vienna sotto la guida di Melchiorre Vidal. Debuttò nel 1899 a Fossombrone nel Faust di Charles Gounod. Lo stesso anno fu scritturata per il Lohengrin insieme al tenore Francesco Bravi, che in seguito sposò e di cui restò vedova nel 1906.
Ebbe grande successo interpretando Crisotemide nella première italiana dell’Elektra di Strauss e Francesca da Rimini nell'omonima opera di Riccardo Zandonai. Fece parte per quindici stagioni della Compagnia della Scala di Milano. Si ritirò dalle scene nel 1928.